# Snusmumriken
Snusmumriken är en litterär figur skapad av Tove Jansson som förekommer i berättelserna om Mumintrollen. Snusmumriken hade sitt första framträdande 1946 i den andra Muminboken Kometen kommer.

## Personlighet
Snusmumriken är en vänskaplig ensling och äventyrare som vandrar söderut när vintern kommer (i början av Trollkarlens hatt har han dock övervintrat i ide i Muminhuset tillsammans med Mumintrollen). Han bor i ett tält lite varstans, dock ses han ofta sittande på bron i Mumindalen spelande på sin munharmonika. Han bär halvslitna, gröna kläder med en slokhatt som huvudbonad och karakteriseras av sitt mångfaldiga historieberättande. Han röker pipa och avskyr skyltar med förbud.
Snusmumriken är Mumintrollets bästa vän och lite av en idol för honom på grund av sin klokhet och erfarenheter av det mesta. Trots deras vänskap, trivs dock Snusmumriken med att få vara ensam ibland, något som Mumintrollet kan ha svårt att acceptera.
Snusmumriken påstår att han skulle vara trött på äventyr och bara vill leva ett lugnt liv, men de som har läst berättelserna om Mumintrollen och analyserat Snusmumriken märker att detta inte alls stämmer. Snusmumriken kan inte alls leva ett lugnt liv, utan befinner sig nästan hela tiden på resande fot, just för att upptäcka världen och finna äventyren. Vad som händer på hans långa resor brukar sällan framgå. Det enda man vet är att han i stort sett har rest jorden runt.
Till skillnad från flera andra figurer i muminberättelserna bryr sig inte Snusmumriken om materiella saker, han menar att det bara blir krångligt när man ska äga och bära runt på saker.
Hans förebild lär vara Atos Wirtanen, som Tove Jansson en tid var förlovad med.
Böcker som är bra att läsa om man vill veta mer om Snusmumriken är Sent i november och Farlig midsommar.

## Familj
Snusmumriken får i Muminpappans memoarer veta att han hade en far vid namn Joxaren som umgicks med Muminpappan och var väldigt lik sin son. Det berättas även, mer i förbifarten, att Snusmumrikens mor var den äldre Mymlan, något som förbryllade honom eftersom detta i så fall skulle betyda att han är (yngre) halvbror till lilla My.
Snusmumriken är till rasen en mumrik, en mindre förekommande art i Janssons berättelser.

## Röster i film och TV
| År      | Film / serie                    | Röst                                                                      |
| ------- | ------------------------------- | ------------------------------------------------------------------------- |
| 1973    | Jul i Mumindalen                | Håkan Serner                                                              |
| 1990–91 | I Mumindalen                    | Timo Torikka (finsk) / Michel Budsko (svensk) / Takehito Koyasu (japansk) |
| 1992    | Kometen kommer                  | Timo Torikka (finsk) / Michel Budsko (svensk) / Takehito Koyasu (japansk) |
| 2008    | Mumintrollens farliga midsommar | Taneli Mäkelä (finsk) / Marcus Groth (svensk)                             |
| 2010    | Mumintrollet och kometjakten    | Taneli Mäkelä (finsk) / Marcus Groth (svensk)                             |
| 2014    | Muminfamiljen på Rivieran       | CG Wentzel                                                                |
| 2017    | Trollvinter i Mumindalen        | Niklas Åkerfelt                                                           |
| 2019–   | Mumindalen                      | Olavi Uusivirta (finsk) / Paavo Kerosuo (svensk) / Edvin Endre (engelsk)  |
| 2021    | En ung Mumins äventyr           | Stan Saanila                                                              |